# Ганьково (Ленинградская область)
Ганьково — деревня в Тихвинском районе Ленинградской области. Административный центр Ганьковского сельского поселения.

## История
Ганьково административно относилось к Куневичской волости 2-го земского участка 2-го стана Тихвинского уезда Новгородской губернии.
В начале XX века близ Ганьково находились 10 сопок высотой до 10 аршин.

ГАНЬКОВО — выселок Усадищского общества, дворов — 5, жилых домов — 8, число жителей: 12 м. п., 17 ж. п. 

Занятия жителей — земледелие и лесные промыслы. Река Капша и ручей Ганьковский. Часовня, земская школа, хлебная лавка, 2 кузни, 2 мельницы, смежен с посёлком Максимиха. (1910 год)

С 1917 по 1918 год деревня Ганьково входила в состав Куневичской волости Тихвинского уезда Новгородской губернии.
С 1918 года в составе Ольховской волости Тихвинского уезда Череповецкой губернии.
С 1924 года в составе Капшинской волости.
С 1927 года в составе Михалевского сельсовета Капшинского района.

Деревня Ганьково на карте 1932 года

Согласно карте Ленинградской области Северо-западного аэрогеодезического треста ГГУ издания 1932 года деревня являлась центром сельсовета и насчитывала 5 крестьянских дворов. В деревне находилась часовня и две водяных мельницы.
По данным 1933 года деревня Ганьково являлось административным центром Михалевского сельсовета Капшинского района Ленинградской области, в который входили 9 населённых пунктов: деревни Бор, Вижуя, Ганьково, Исаково, Михалево, Подбережье, Серебрянка, Усадище, Устькапша, общей численностью населения 831 человек.
По данным 1936 года в состав Михалевского сельсовета входили 8 населённых пунктов, 150 хозяйств и 5 колхозов.
В 1961 году население деревни Ганьково составляло 151 человек.
С 1 февраля 1963 года в составе Тихвинского района.
По данным 1966 года деревня Ганьково являлась административным центром Михалевского сельсовета Бокситогорского района.
По данным 1973 года деревня Ганьково являлась административным центром Михалевского сельсовета Тихвинского района, в деревне размещалась центральная усадьба совхоза «Капшинский»
По данным 1990 года деревня Ганьково являлась административным центром Ганьковского сельсовета, в который входили 19 населённых пунктов, общей численностью населения 960 человек. В самой деревне Ганьково проживали 697 человек.
В 1997 году в деревне Ганьково Ганьковской волости проживали 767 человек, в 2002 году — 634 (русские — 94 %).
С 1 января 2006 года в соответствии с областным законом № 52-оз от 1 сентября 2004 года «Об установлении границ и наделении соответствующим статусом муниципального образования Тихвинский муниципальный район и муниципальных образований в его составе» деревня Ганьково является центром Ганьковского сельского поселения.
В 2007 году население деревни Ганьково составляло 686 человек, в 2010 году — 587, в 2012 году — 685, в 2025 году — 556 человек.

## География
Деревня расположена в центральной части района на автодороге 41А-009 (Лодейное Поле — Тихвин — Чудово) в месте примыкания к ней автодороги 41К-946 (Озровичи — Пашозеро — Шугозеро — Ганьково).
Расстояние до районного центра — 40 км.
Расстояние до ближайшей железнодорожной станции Тихвин — 40 км.
Деревня находится на левом берегу реки Капша. Через деревню протекает Ганьковский ручей.

## Демография
| 2007 | 2010 | 2017 |
| ---- | ---- | ---- |
| 686  | ↘587 | ↗630 |

### Национальный состав
Согласно данным Всероссийской переписи населения 2021 года в деревне проживали 520 человек, из них:
 русские — 498, белорусы — 8, вепсы — 5, украинцы — 5, казахи — 1, молдаване — 1, татары — 1, финны — 1 человек, остальные национальность не указали.

## Инфраструктура
- Часовня Петра и Павла, 2000 года постройки, деревянная, действующая[22].